# Barbara Cook

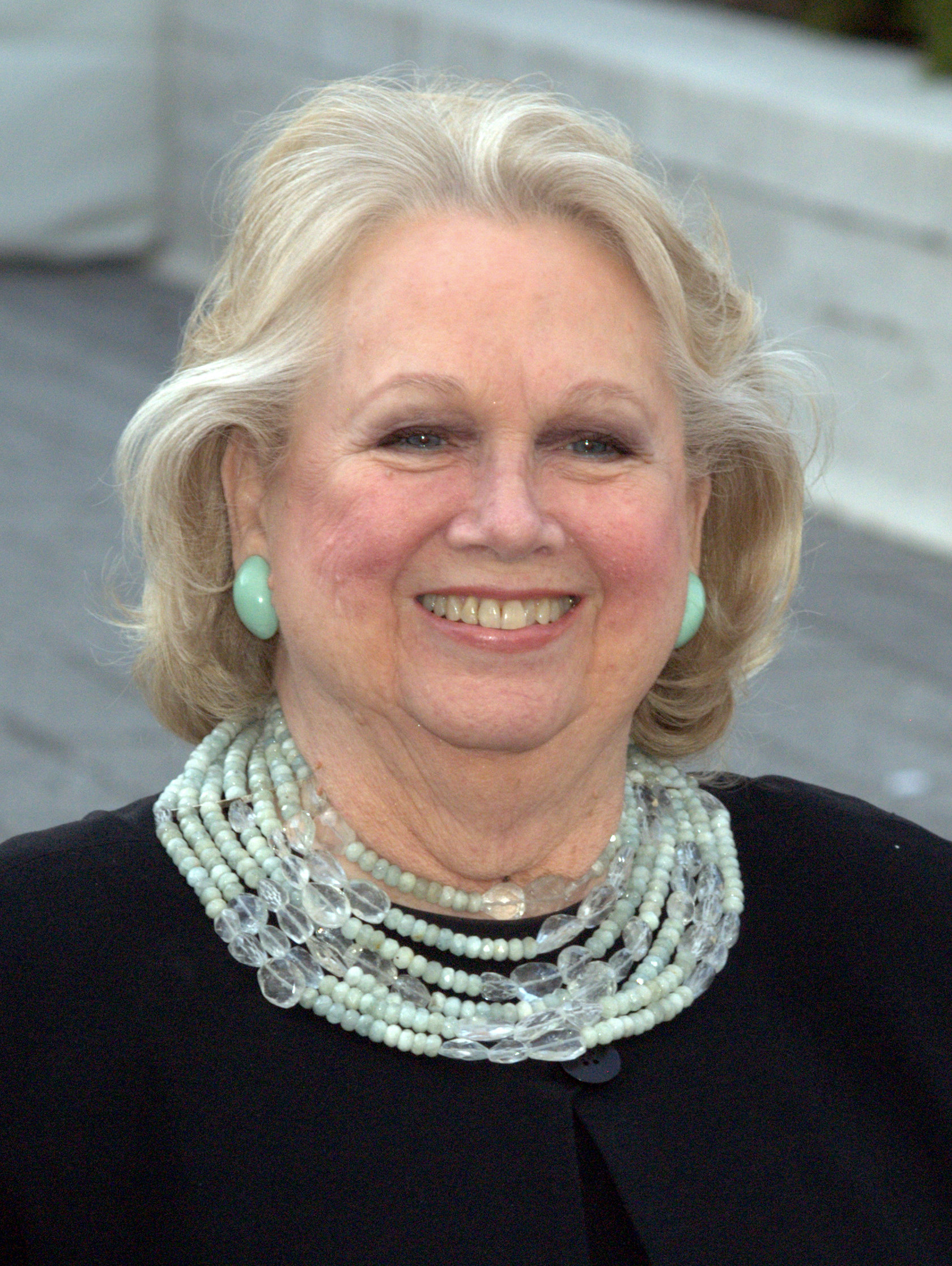
Barbara Cook (2009)

Barbara Cook (* 25. Oktober 1927 in Atlanta; † 8. August 2017 in New York City) war eine US-amerikanische Sängerin und Schauspielerin.

## Leben
Nach Anfängen als Sängerin in New Yorker Nachtclubs gab Cook 1951 ihr Broadway-Debüt in dem Musical Flahooley. Es folgten Rollen in den Uraufführungen von Plain and Fancy, Candide (1956) und The Music Man (1957). Für ihre Leistung in The Music Man wurde sie mit dem Tony Award ausgezeichnet. Mit ihrer Sopranstimme verkörperte sie am Broadway oft das Rollenfach der jungen Naiven. Cook trat bis Mitte der 1970er Jahre in Musicals und im Michael’s Pub auf. Danach war sie vorwiegend als Konzert-Sängerin in eigenen Personality-Shows zu hören. Zudem nahm sie zahlreiche Schallplatten auf. Erst mit über 80 Jahren nahm sie von der Bühne Abschied.
Cook trat auch als Schauspielerin in einigen Fernsehserien auf und lieh der Figur der Mutter in dem Zeichentrickfilm Däumeline ihre Stimme, allerdings hatte sie weit größeren Erfolg mit Musicals. 2011 wurde sie für ihr Lebenswerk mit den Kennedy Center Honors geehrt.
Aus ihrer einzigen Ehe mit dem Schauspieler David LeGrant, die 1965 geschieden wurde, hatte sie einen Sohn. Barbara Cook starb am 8. August 2017 im Alter von 89 Jahren in ihrem Haus in Manhattan.

## Auftritte in Musicals (Auswahl)
- Flahooley (1951)
- Oklahoma! (1953)
- Carousel (1954)
- Plain and Fancy (1955)
- Candide (1956)
- Carousel (1957)
- The Music Man (1957)
- The King and I (1960)
- Fanny (1962)
- She Loves Me (1963)
- The Unsinkable Molly Brown (1964)
- Show Boat (1966)
- Funny Girl (1967)
- Follies (1985)
- Carrie (1988)
- The King and I (1996)

## Aufnahmen (Auswahl)
- Flahooley (1951)
- Plain and Fancy (1955)
- Candide (1956)
- The Music Man (1957)
- Show Boat (Studio Cast, 1962)
- She Loves Me (1963)
- The King and I (Studio Cast, 1964)
- At Carnegie Hall (1975)
- It's Better With a Band (1981)
- Follies in Concert (1985)
- Carousel (Studio Cast, 1987)
- The Disney Album (1988)
- Dorothy Fields: Close as Pages in a Book (1993)
- Have Yourself a Merry Little Christmas (2000)
- Sings Mostly Sondheim: Live at Carnegie Hall (2001)
- Sondheim on Sondheim (2010)

## Filmografie
- 1950: Studio One (Fernsehserie, eine Folge)
- 1950: 1952: Armstrong Circle Theatre (Fernsehserie, 2 Folgen)
- 1950: 1957: Kraft Television Theatre (Fernsehserie, 2 Folgen)
- 1951: The Great Merlini (Fernsehfilm)
- 1954: Golden Windows (Fernsehserie)
- 1956: Producers’ Showcase (Fernsehserie, eine Folge)
- 1957: The Yeoman of the Guard (Fernsehfilm)
- 1957: Alfred Hitchcock präsentiert (Alfred Hitchcock Presents, Fernsehserie, eine Folge)
- 1958: Hansel and Gretel (Fernsehfilm)
- 1961: The Dinah Shore Chevy Show (Fernsehserie, eine Folge)
- 1961: The Chevy Show (Fernsehserie, eine Folge)
- 1961: Play of the Week (Fernsehserie, eine Folge)
- 1962: The United States Steel Hour (Fernsehserie, eine Folge)
- 1994: Däumeline (Thumbelina, Stimme)